# Diego González Rivas
Diego González Rivas   (la Corunya, 1974) és un reconegut cirurgià toràcic, especialitzat en tècniques quirúrgiques innovadores en el tractament del càncer de pulmó i malalties toràciques. És conegut per la seua contribució a la cirurgia mínimament invasiva, així com per la seua tasca en la formació de nous professionals en el camp de la cirurgia toràcica.